# Бишер (Север)
Бишер (фр. Buysscheure) насеље је и општина у североисточној Француској у региону Север-Па д Кале, у департману Север која припада префектури Денкерк.
По подацима из 2011. године у општини је живело 517 становника, а густина насељености је износила 84,07 становника/km². Општина се простире на површини од 6,15 km². Налази се на средњој надморској висини од 35 метара (максималној 50 m, а минималној 2 m).

## Демографија
| 1962. | 1968. | 1975. | 1982. | 1990. | 1999. | 2011. |
| ----- | ----- | ----- | ----- | ----- | ----- | ----- |
| 361   | 407   | 376   | 405   | 419   | 453   | 517   |